# Podobny
Podobny – piosenka i debiutancki solowy singel zapowiadający pierwszy album Piotra Zioły, który ukazał się wiosną 2016 roku (Revolving Door). Autorką słów jest Gaba Kulka, a muzyki Piotr i Grzegorz Zioła. Teledysk do piosenki, opublikowany 27 października 2015, wyreżyserował Daniel Jaroszek, a autorem zdjęć jest Mateusz Dziekoński. Singel wydała firma Warner Music Poland.

## Notowania
- Lista Przebojów Radia Merkury: 24[6]
- Uwuemka: 34[7]
- Lista Przebojów Trójki: 28[8]